# Cologne Open 1992
Il Cologne Open 1992 è stato un torneo di tennis giocato sulla terra rossa. È stata la 1ª edizione del torneo, che fa parte della categoria World Series nell'ambito dell'ATP Tour 1992. Si è giocato a Colonia in Germania dal 14 al 20 settembre 1992.

## Campioni

### Singolare maschile
Bernd Karbacher ha battuto in finale  Marcos Ondruska con il punteggio di 7–6(4), 6–4

### Doppio maschile
Horacio de la Peña /  Gustavo Luza hanno battuto in finale  Ronnie Båthman /  Libor Pimek con il punteggio di 6–7, 6–0, 6–2